# (492) Gismonda
(492) Gismonda est un astéroïde de la ceinture principale découvert par Max Wolf le 3 septembre 1902.